# Julius Lederer
Julius Lederer (24. června 1821, Vídeň, Rakouské císařství – 30. dubna 1870, tamtéž) byl rakouský entomolog, který se specializoval hlavně na řád motýli (Lepidoptera).

## Život
Narodil se v roce 1821 ve Vídni. Patřil k nejvýznamnějším rakouským entomologům, jeho význam byl však celosvětový. V civilním zaměstnání byl obchodníkem. Během svých entomologických aktivit podnikl několik sběratelských cest po mnoha oblastech světa, jako např.:
- Andalusie v roce 1849
- Vojvodina společně s Johannem von Hornig (1819–1886) v roce 1853
- İzmir (Turecko) v roce 1864
- Thesálie (Řecko) v roce 1865
- Amasya a jiné oblasti Turecka v roce 1866
- Mersin a Taurus v roce 1867
- Libanon v roce 1868
- Balkán v roce 1870

Za svého života popsal několik denních i nočních druhů a poddruhů motýlů. Byl dobrým systematikem a faunistou. Byl redaktorem Vídeňského entomologického měsíčníku (Wiener Entomologische Monatschrift), kde publikoval většinu svých odborných článků o hmyzu.
Popsal následující druhy motýlů, např. rodů soumračník (Thymelicus hyrax Lederer, 1861), pestrokřídlec (Allancastria caucasica Lederer, 1864), bělopásek (Limenitis helmanni Lederer, 1853) a mnoho jiných známých druhů.
Julius Lederer zemřel poměrně mlád na závažné onemocnění plic v roce 1870 ve Vídni.